# باول أتكينسون (منتج أسطوانات)
باول أتكينسون (بالإنجليزية: Paul Atkinson)‏ هو عازف قيثارة ومنتج أسطوانات وملحن بريطاني، ولد في 19 مارس 1946 في Cuffley ‏ في المملكة المتحدة، وتوفي في 1 أبريل 2004 في سانتا مونيكا في الولايات المتحدة بسبب التهاب كبدي وقصور كلوي.

## وصلات خارجية
- باول أتكينسون على موقع IMDb (الإنجليزية)
- باول أتكينسون على موقع ميوزك برينز (الإنجليزية)
- باول أتكينسون على موقع إن إن دي بي (الإنجليزية)
- باول أتكينسون على موقع ديسكوغز (الإنجليزية)